# Gérard Philipe
Ne doit pas être confondu avec Philippe-Gérard (compositeur).
Pour les articles homonymes, voir Philip et Philipe.
Gérard Philip, dit Gérard Philipe, est un acteur français, né le 4 décembre 1922 à Cannes et mort le 25 novembre 1959 à Paris 6e.
Actif au théâtre comme au cinéma, il fut en France, jusqu'à sa mort prématurée, l'une des principales vedettes de l'après-guerre. Le public garde de lui une image juvénile et romantique, qui en fait l'un des emblèmes du cinéma français.

## Biographie

### Enfance et jeunesse
Gérard Albert Philip, naît le 4 décembre 1922 dans la villa Les Cynanthes à Cannes (Alpes-Maritimes),, de Marcel Philip (1893-1973) et de Marie Elisa Villette (1894-1970), dite « Minou ». Sa famille est aisée ; il a un frère Jean, d'un an son aîné.
Sa mère est la fille d'un pâtissier beauceron établi à Chartres et d'une émigrée tchèque directement venue de Prague.
Son père, riche hôtelier (propriétaire de divers établissements sur la Côte d'Azur et à Paris) et avocat dans un cabinet de contentieux juridique cannois, appartenait en 1936 à la ligue nationaliste des Croix-de-Feu, puis s'enthousiasma pour Jacques Doriot et son rêve de national-socialisme à la française, adhéra au Parti populaire français et devint secrétaire de la fédération de Cannes. Propriétaire-gérant du Parc Palace Hôtel à Grasse, il fut contraint d'y abriter l'état-major mussolinien en 1940 puis l'état-major nazi en 1943. Il est condamné à mort par contumace après la guerre pour dénonciation de collaboration sans que la moindre preuve ne soit présentée et se réfugie en Espagne, il a été gracié en 1962 par le général de Gaulle.
En 1928, Gérard est, avec son frère Jean, interne au lycée de l'institut Stanislas de Cannes tenu par les marianistes, où il est bon élève. Il y obtient, au début de la guerre, son baccalauréat.

### Les débuts d’acteur pendant la guerre

#### Naissance d'une vocation
En 1940, la famille Philip déménage à Grasse où le père, Marcel, gère le Parc Palace Hôtel. C'est à cette période que de nombreux artistes rejoignent la zone libre ; la Côte d'Azur devient un foyer d'activité intense.
En 1941, Gérard entame des études de droit à Nice mais songe à quitter cette voie pour devenir acteur, hypothèse à laquelle s'oppose son père. La même année, le cinéaste Marc Allégret rencontre la mère, Marie, qui s'amuse à tirer les cartes aux clients de l'hôtel de son mari. Sachant que son fils veut faire du théâtre, elle persuade le réalisateur de l'auditionner. Il fait donc passer une audition à Gérard, une scène d’Étienne, une pièce de Jacques Deval où justement un fils de 17 ans voit sa vocation de comédien contrecarrée par son père. Il est impressionné par « une sorte de violence [...] qu'on sentait à tout instant prête à bouillonner ». Le cinéaste lui conseille de s’inscrire au Centre des jeunes du cinéma à Nice, puis l’envoie prendre les cours d’art dramatique de Jean Wall et Jean Huet à Cannes.
Inscrit à la faculté de droit à Nice en 1942, il est destiné par son père à une carrière de juriste. Rencontrant de nombreux artistes réfugiés sur la Côte d’Azur, alors en zone libre depuis 1940, il décide de devenir comédien. Sa mère le soutient dans ce choix,.

#### Auditions, essais, premiers rôles
Il passe une audition en 1942 devant Maurice Cloche pour le film d'aventures Les Cadets de l'océan, sans obtenir le rôle. Il fait également un essai pour Le Blé en herbe aux côtés de Danièle Delorme, le projet est censuré par le régime de Vichy. Il débute finalement au théâtre dans Une grande fille toute simple, d'André Roussin dont la première a lieu le 11 juillet au casino de Cannes. La pièce connaît un grand succès et tourne dans le sud de la France, ainsi qu'en Suisse. Son talent est déjà apprécié et reconnu par ses pairs. Afin de satisfaire la superstition de sa mère, il ajoute un -e à son nom de famille, de la sorte, son prénom et son nom forment désormais 13 lettres. En novembre, la zone libre est envahie par l’armée allemande,,.
En 1943, Gérard Philipe tourne avec la pièce Une Jeune Fille savait d'André Haguet, qui rencontre le succès à Paris. Il confirme ses dons d'acteur. Marc Allégret l'engage tout d'abord pour une silhouette dans le film La Boîte aux rêves, réalisé par son frère Yves, puis lui donne un petit rôle dans Petites du quai aux fleurs. La famille Philip s’installe rue de Paradis, dans le 10e arrondissement de Paris. Gérard acquiert son indépendance financière et habite avec Jacques Sigurd rue du Dragon, à Saint-Germain-des-Prés. Son ami, qui écrira de nombreux scénarios et dialogues dans les films où jouera Gérard, l'initie à la littérature moderne et lui fait découvrir Caligula d'Albert Camus. Il obtient son premier succès et la célébrité à l’âge de vingt ans, dans le rôle de l’ange du Sodome et Gomorrhe de Jean Giraudoux. Le directeur du théâtre, Jacques Hébertot, témoigne : « Dès les premières répétitions, nous nous aperçûmes que nous n'avions rien à apprendre à ce jeune comédien. Il était habité. » En dépit du succès, Gérard Philipe s’inscrit au Conservatoire national supérieur d'art dramatique, suit les cours de Denis d'Inès et obtient le second prix de comédie l'année suivante, ayant été admis à concourir bien qu'étant en première année. Au Conservatoire, en 1944 il rencontre le futur poète Georges Perros avec qui il restera lié toute sa vie.

### La résistance et la libération
En février 1943, Gérard Philipe « fait établir par un médecin cannois une attestation affirmant qu’il a été atteint de pleurésie trois ans plus tôt et que son état reste fragile : « 65 kg pour 1,83 m » », ce qui lui permet d’échapper au S.T.O. Une autre attestation est faite en juin 1943. Cette pleurésie occasionnera des soucis de santé au jeune homme par la suite. Si certains de ses amis ont rejoint la Résistance, il n'est pas certain que Gérard Philipe l'ait alors su : les opinions affichées de M. Philip devaient rendre ces derniers assez méfiants. Gérard Philipe ne se joindra à la Résistance qu'à la toute dernière heure.
Du 20 au 25 août 1944, il participe à la Libération de Paris, notamment de l'Hôtel de Ville, en compagnie de trente personnes sous les ordres de Roger Stéphane. Dès octobre, il suit les cours de Georges Le Roy : « Il m'apprit à me tenir droit, le jarret tendu, face à la vie, comme un homme bien portant. » Il joue en novembre Au petit bonheur, comédie de Marc-Gilbert Sauvajon,.
Son père, Marcel, est condamné à mort par contumace, à la dégradation nationale et à la confiscation de ses biens le 22 novembre 1945 pour intelligence avec l'ennemi et appartenance à un groupe antinational. Il s'enfuit alors en Espagne et devient professeur de français à Barcelone. Gérard, Anne et leurs enfants lui rendront de fréquentes visites,.

### L’après-guerre: gloire et engagement

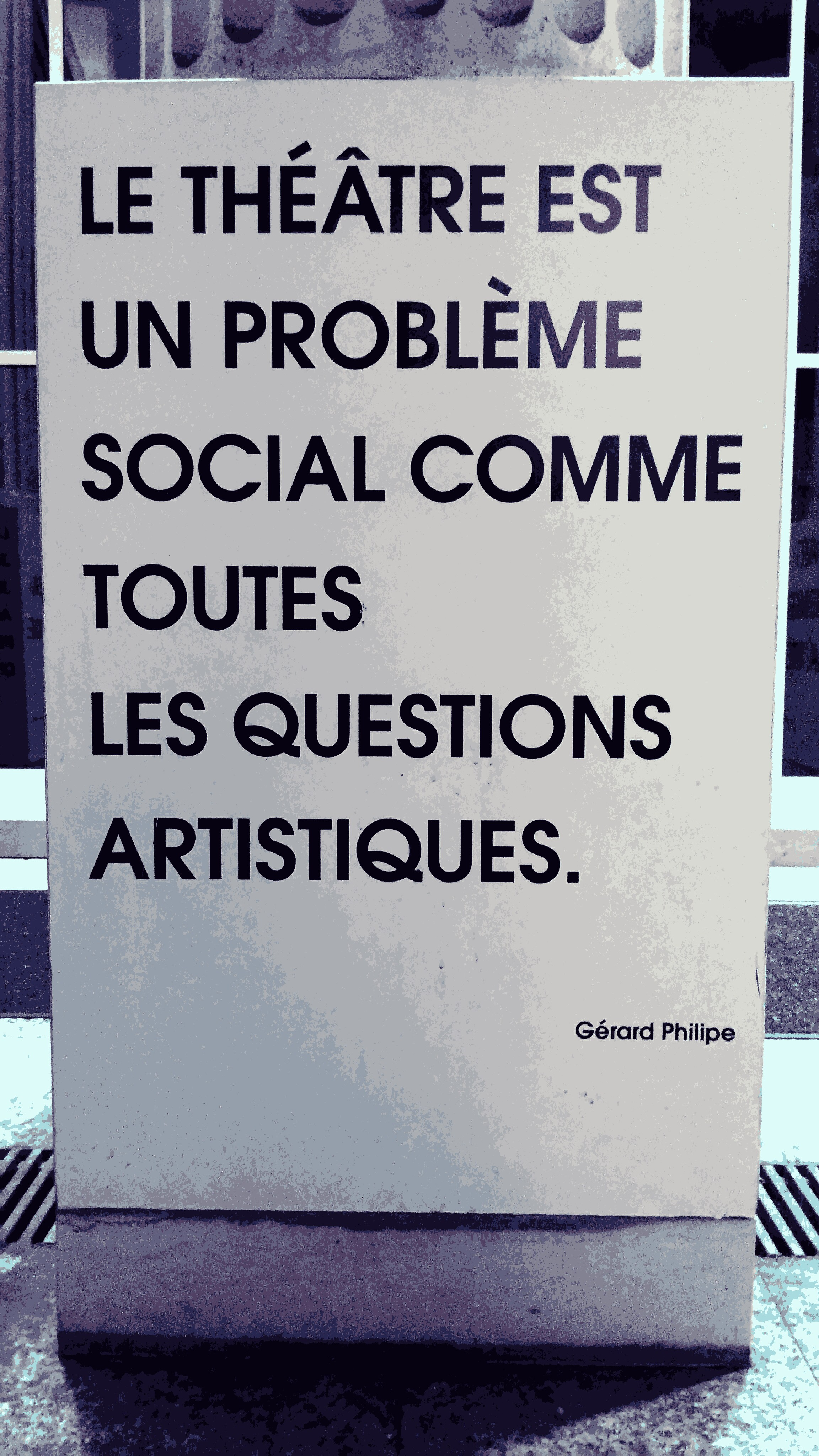
Déclaration de Gérard Philipe citée sur une colonne du théâtre des Abbesses aux pieds de la butte Montmartre à Paris, 18e arrondissement.

Il fait la connaissance de Maria Casarès en mars 1945, par la pièce Fédérigo de René Laporte. Le 11 juillet sort finalement La Boîte aux rêves, jugée sévèrement par la critique et les historiens du cinéma. La notoriété de Gérard Philipe au théâtre et en tournée grandit encore grâce à la création de Caligula d’Albert Camus, toujours au théâtre Hébertot. C'est par cette pièce que le découvre le réalisateur René Clair, avec qui il va longtemps collaborer : « Je fus déconcerté par l'aspect romantique et intellectuel du jeune acteur que je voyais. » Il ne se présente pas au concours en juin et démissionne du conservatoire en octobre.
Il tient son premier rôle principal au cinéma dans Pays sans étoiles de Georges Lacombe, sorti en avril 1946 ; le film surprend mais séduit la critique et le public. En juin sort également L'Idiot de Georges Lampin, que Philipe considère comme sa « première vraie expérience du cinéma. C'est dans ce film que j'ai commencé à sentir mon métier. »
Le film Le Diable au corps de Claude Autant-Lara en 1947, où il est le partenaire de Micheline Presle, marque un tournant dans sa carrière car il confirme son succès en France, tout en lui apportant une consécration internationale. Gérard Philipe remporte le prix d’interprétation au Festival international de Bruxelles ; le film, lui, remporte le prix de la critique internationale.
En décembre, il joue Les Épiphanies d'Henri Pichette au théâtre des Noctambules, aux côtés de Maria Casarès. Il loue la salle à ses frais, après que le projet eut échoué au Théâtre Hébertot. L’œuvre est un symbole du nouveau théâtre français, tant par l'émergence de nouveaux comédiens et de nouvelles salles, que par la recherche d'un nouveau rapport au public. C'est d'ailleurs à cela que s'engage Jean Vilar avec sa Semaine d'art en Avignon qui prend forme en septembre 1947.
Le 29 janvier 1948 a lieu la première de K. M. X. Labrador, comédie américaine adaptée par Jacques Deval qui laisse la critique indifférente sur la valeur de la pièce de théâtre, mais qui confirme le statut de Gérard Philipe, qualifié à plusieurs reprises de « très grand acteur », comme par l’hebdomadaire Femmes Françaises. Robert Kemp déclare, dans Le Monde du 5 février 1948 : « Ces dons extraordinaires ne sont guettés que par un seul péril. On ne les imagine pas vieillissants, ni même mûrissants. Qu'il se hâte de nous éblouir. » Malgré tout, Gérard Philipe multiplie les suggestions de direction d'acteurs pour enrichir la pièce. C'est au cinéma que la critique s'avère favorable à l'acteur, grâce à la sortie le 21 mai de La Chartreuse de Parme de Christian-Jaque.
Surtout, cette même année, il est invité chez Jean Vilar, qui avait été impressionné par son jeu dans Caligula et Les Épiphanies. Il lui propose de jouer Le Cid de Pierre Corneille pour la seconde édition du Festival d'Avignon, ce à quoi il lui répond : « La tragédie ? La tragédie ? Mais voyons, je ne suis pas fait pour ça. »
Anne et Gérard Philipe deviennent tous deux compagnons de route du Parti communiste français. Acteur engagé, il est l'un des premiers à signer l'appel de Stockholm, en 1950, contre l’armement nucléaire en pleine Guerre froide. Il rejoint le Conseil national du Mouvement de la paix, présidé par Frédéric Joliot-Curie. Il effectue plusieurs tournées dans les pays socialistes, où il jouit d'une grande notoriété. Il n'en protestera pas moins publiquement contre l'intervention soviétique à Budapest en 1956, tout en restant sympathisant communiste. Toutefois, durant ces mêmes périodes, ses engagements ne l’empêchent pas de visiter Paul Marion, l’ancien ministre de l’Information de Vichy, à la prison centrale de Clairvaux où ce dernier purge sa peine[réf. nécessaire].

### 1950: Jean Vilar, Avignon et le TNP

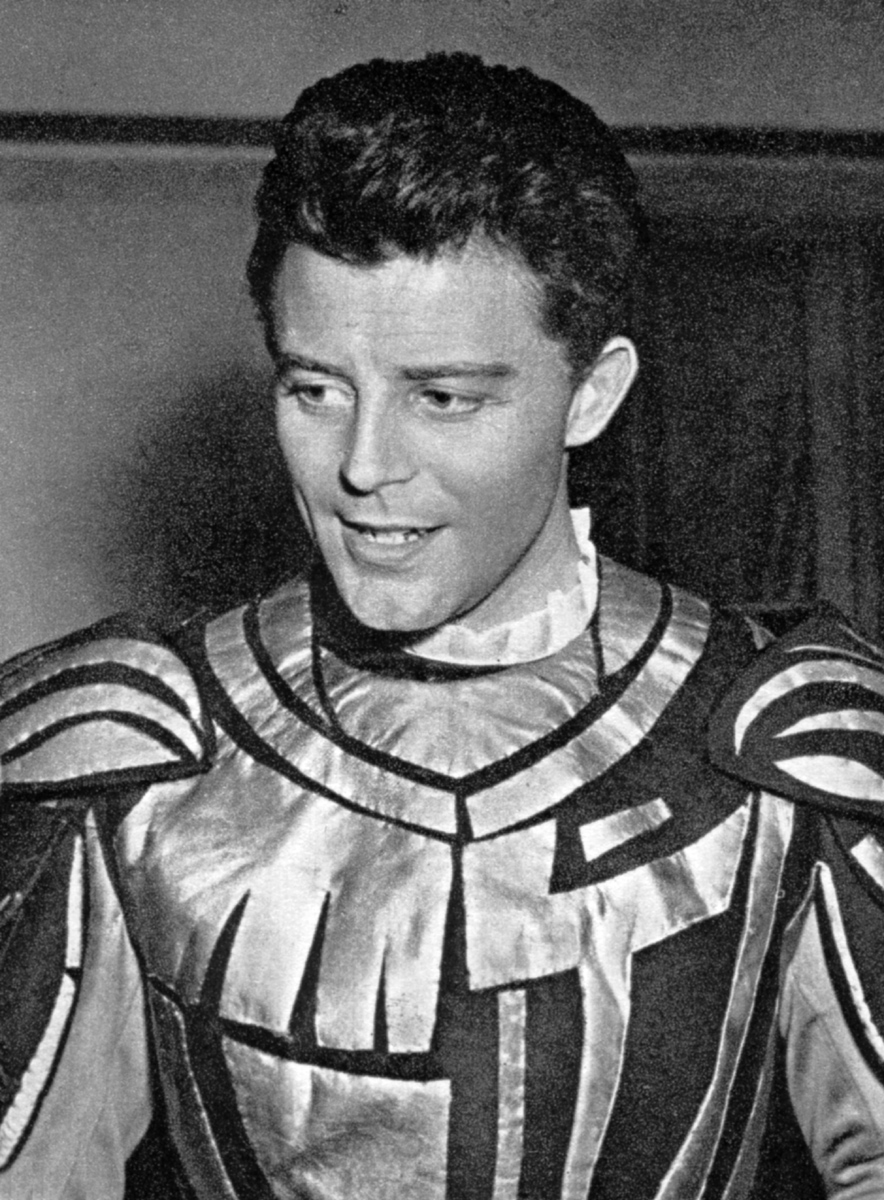
Gérard Philipe en 1954 dans le costume de Don Rodrigue.

#### Succès cinématographiques
L'année 1950 s'avère être décisive pour Gérard Philipe. Le 16 mars a lieu la première de gala, en présence du Président de la République Vincent Auriol, de La Beauté du diable, film de René Clair que Gérard Philipe avait une première fois refusé. Atteint d'une rechute pulmonaire au printemps, il se repose à Janvry. Le 27 septembre sort La Ronde, de Max Ophüls. Considéré aujourd'hui comme un chef-d’œuvre, le film est mal accueilli par la critique, pour des raisons à la fois esthétiques et morales, bien qu'il obtienne plusieurs distinctions dans plusieurs festivals internationaux. (L'interprétation de Gérard Philipe, qui tranche avec ses rôles habituels, est alors mal comprise de la critique, comme le montre ce compte rendu : « D'une exceptionnelle distribution, dont nous avons au passage cité les principaux noms, nous retiendrons d'abord Danielle Darrieux, spirituelle à ravir, et Daniel Gélin, étonnamment drôle. (…) Gérard Philipe, lui, exagère un peu sa raideur. Tous les autres sont excellents. »)

#### Rencontre avec Jean Vilar
Enfin, en novembre, Gérard Philipe vient trouver Jean Vilar dans sa loge du Théâtre de l'Atelier, après une représentation d'Henri IV de Luigi Pirandello. Vilar témoigne : « Tout en me démaquillant ce soir-là, je regardais du coin de l’œil ce garçon célèbre que je connaissais mal. Grand, dressé, le geste rare, le regard clair et franc, sa présence était faite à la fois de force calme et de fragilité. Je lui dis que je préparais Avignon 1951, c'est-à-dire le cinquième Festival, et que c'était la seule entreprise dont je pouvais l'assurer. Il me répondit aussitôt qu'il serait donc du prochain Avignon. Deux jours après, je lui remettais Le Prince de Hombourg. Il dit oui. J'ajoutais : Et Le Cid ? Il baissa la tête, sourit, puis se tut. » En effet, deux ans plus tôt, le comédien avait refusé le rôle de Rodrigue, au grand dam du metteur en scène.
Cette rencontre marque également Philipe : « Une conversation avec Vilar, ses propos sur le théâtre, son avis sur les pièces que je brûlais de jouer, me laissèrent conquis. Une des grandes qualités de Vilar est sa patience. Moi, je jouais les impatients. Mais lorsqu'il m'eut fait lire Le Prince de Hombourg, je n'hésitai plus à le suivre […]. »
Léon Gischia, décorateur et costumier aux côtés de Jean Vilar, est convaincu qu'une des raisons majeures ayant poussé Gérard Philipe à se proposer auprès de ce dernier, « ce sont ces nouveaux rapports, ce nouveau contact que Vilar avait su créer avec son public – ce public jeune, ce public populaire qui devait devenir celui du TNP et dont Gérard sentait déjà et n'a jamais cessé de sentir si profondément le besoin ».

#### Aventure du TNP
L'année suivante, Jean Vilar est nommé directeur du Théâtre national populaire (TNP) et dirige une troupe composée de jeunes comédiens et comédiennes aux carrières prometteuses comme Philippe Noiret, Jeanne Moreau, Charles Denner ou encore Daniel Sorano. Philipe déclare : « pour moi le TNP c'est chez moi, c'est ma maison ». Les répétitions du Cid et du Prince de Hombourg débutent le 30 mai et après des débuts difficiles, Gérard Philipe parvient à s'approprier le rôle de Rodrigue grâce à Jean Vilar : « Tout me semble possible depuis que Vilar, à ma grande surprise, m'a demandé d'interpréter le Cid. C'est lui qui a gagné, pas moi. »
La première du Prince de Hombourg a lieu le 15 juillet 1951 au Festival d'Avignon, dans la cour d'honneur du Palais des papes. Le 17, Philipe se blesse lors de la dernière répétition en costumes en faisant une chute de 2,50 mètres, heureusement amortie par son épais costume. S'il est obligé de jouer immobile ou assis durant tout le festival, amoindrissant considérablement son jeu, la pièce n'en est pas moins un triomphe. Cette expérience renforce son attachement à la troupe et au projet de Jean Vilar de rendre le théâtre accessible à tous. Léon Gischia estime qu'« Avignon aura été pour Gérard un mariage d'amour avec son public ; ce public que Jean lui avait préparé et qui n'attendait plus que lui. »
Le 29 septembre, Gérard Philipe signe son contrat d'engagement d'un an au TNP, tacitement reconductible. Malgré sa carrière et sa renommée internationale, il rassure le nouveau directeur quant à sa rémunération : il est prêt à toucher un cachet inférieur au cinéma pour ne pas mettre en péril le budget de la troupe. Son salaire est fixé à 30 000 francs bruts mensuels (750 € en 2019), auxquels s'ajoutent 400 francs par répétition (10 € en 2019). Jean Vilar témoignera qu'en huit ans, il ne demandera aucune augmentation de salaire, ni traitement de faveur, ni clause particulière. Sur les affiches, son nom figure à sa place alphabétique.

### Entre cinéma et théâtre
Gérard Philipe ne délaisse pas le cinéma pour autant et joue en 1952 dans Fanfan la Tulipe de Christian-Jaque avec Gina Lollobrigida, qui lui vaut de devenir une « idole des jeunes » à travers le monde (Japon, États-Unis, Hongrie…). Parallèlement, il réalise sa première mise en scène avec Nucléa, une pièce d'Henri Pichette dénonçant la guerre nucléaire qui divise la critique. Il assure également sa première régie au TNP avec Lorenzaccio d'Alfred de Musset, pièce qui connaît un grand succès au Festival d'Avignon, puis à Paris l'année suivante ; Jean Vilar lui confie à deux reprises la responsabilité de conduire ses camarades, confiant en sa jeunesse, son audace et son talent. D'ailleurs, en 1954 il lui laisse le rôle-titre et la mise en scène de Richard II de William Shakespeare, rôle qu'il avait joué dès la création de la Semaine d'Art en Avignon en 1947 : « À chaque fois, je m'émerveille de ses dons, de cette grâce qui sait rester discrète, de cette technique si pure. […] Pourtant est-il un comédien jouant sur ce monstrueux plateau qui m'ait jamais inspiré autant de confiance ? […] Gérard, jouant tout à fait autrement ce magnifique rôle, troublait en définitive mon jugement, m'interdisait par ses trouvailles mêmes toute analyse utile et sérieuse de son jeu. »

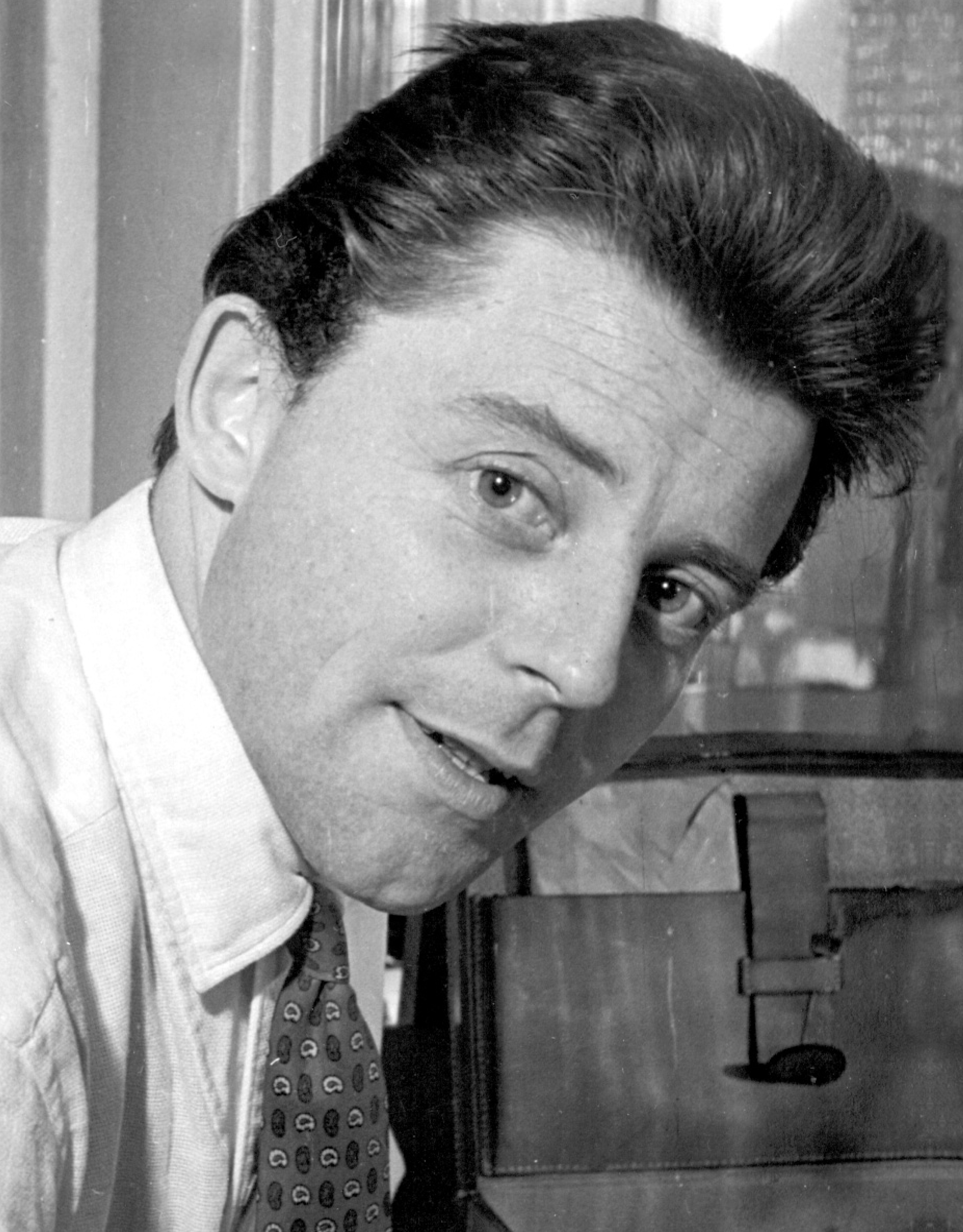
Gérard Philipe en 1955.

En 1956, il réalise en coproduction avec l'Allemagne de l'Est et avec l'aide de Joris Ivens, le long métrage Les Aventures de Till l'espiègle, avec Jean Vilar et Jean Carmet. Production ambitieuse mais mal maîtrisée, le film ne rencontre pas le succès en France et les critiques sévères affectent Gérard Philipe qui ne réalisera pas d'autre film.
En septembre 1957, il est élu à la tête du Comité National des Acteurs, nouveau syndicat qu'il soutient matériellement et financièrement, allant jusqu'à mettre à disposition une des pièces de son appartement. Il milite notamment en faveur d'un meilleur salaire et d'indemnités de répétitions, face à l'évolution du métier d'acteur, dans un contexte de développement du cinéma et de la télévision. Le syndicat, fort de 4 000 adhérents, fusionnera l'année suivante avec le Syndicat National des Acteurs pour former le Syndicat Français des Acteurs.
Sa jeunesse, sa beauté et son charisme dans les films d'Yves Allégret, Christian-Jaque, Marcel Carné, Claude Autant-Lara, René Clair, René Clément, Luis Buñuel ou Roger Vadim lui valent une renommée internationale mais pas celle des « jeunes turcs », les futurs cinéastes de la Nouvelle Vague, qui rejettent l'acteur même si ce dernier souhaitait prendre part à ce nouveau mouvement. Au théâtre, Jean Vilar lui conseille ne pas se reposer sur ses acquis et des rôles classiques, il lui promet de lui trouver plutôt un personnage inconnu du répertoire international.
À la fin des années 1950, Gérard Philipe s'intéresse aussi à la télévision, qui à l'époque n'a qu'une dizaine d'années, particulièrement aux « dramatiques » qui désignent alors les premiers téléfilms et s'adressent, lors des débuts de l'ORTF, à un public populaire. Comme le feront Jean Marais (Joseph Balsamo), ou Michel Piccoli (Don Juan) plus tard, jouer dans une série télévisée lui aurait particulièrement plu. Il apprécie, par exemple, les débuts prometteurs de son ami Stellio Lorenzi, qui plus tard, dans les années 1960 et 1970, réalisera de grandes séries télévisées, dont Jacquou le Croquant. Si Gérard Philipe n'aura malheureusement pas le temps de monter un projet de téléfilm, il s'intéresse aux diffusions de spectacles de théâtre (ce qui deviendra plus tard à l'ORTF, Au Théâtre ce soir), et regarde par exemple les pièces jouées par son ami Pierre Emmanuel. 
Il participe en mai 1958 aux manifestations contre l’arrivée du général de Gaulle au pouvoir ; et, quelques mois avant sa mort, reçu à Cuba par Fidel Castro, il se montre rempli d’espoir envers la nouvelle révolution. 

### Amour et famille
En 1942, Gérard rencontre Nicole Navaux, une ethnologue épouse du diplomate François Fourcade. Ils se lient en 1946, se marient le 29 novembre 1951 à la mairie de Neuilly-sur-Seine après le divorce de Nicole. Il demande à son épouse de reprendre son premier prénom, Anne, qu'il trouve plus poétique. Ils ont deux enfants : Anne-Marie Philipe, née le 21 décembre 1954, devenue écrivaine et comédienne elle aussi, et Olivier Philipe, né le 10 février 1956. Installés boulevard d'Inkermann à Neuilly, puis rue de Tournon à Paris en 1956, Anne et Gérard avec leurs enfants passent leurs vacances d’été à Ramatuelle, en Provence, dans une propriété de la famille d'Anne, dès l'été 1958, puisqu'un « locataire indéracinable » l’occupait auparavant. En 1954, ils achètent une propriété à Cergy, au bord de l'Oise. Ils y trouvent un havre de paix, à l'écart de la vie parisienne et des sollicitations des journalistes et y reçoivent leurs amis (Georges Perros, Agnès Varda, Claude Roy, René Clair…).
La maison est en cours de restauration,.

### Une fin brutale
Le 5 novembre 1959, il est hospitalisé à la clinique Violet, 60, rue Violet (Paris 15e), où on lui diagnostique un cancer du foie. Son épouse et les médecins lui taisent la vérité, lui laissant croire qu'il s'agit d'une opération réussie contre un abcès. Quelques jours avant son trente-septième anniversaire, il meurt le 25 novembre 1959, 17, rue de Tournon (Paris 6e).
La mort de Gérard Philipe provoque une profonde émotion en France, du fait de la grande popularité du comédien. Conformément à ses dernières volontés, il est enterré revêtu du costume de Don Rodrigue (Le Cid), dans le cimetière de Ramatuelle (Var). 
Jean Vilar lui rend un dernier hommage le 28 novembre, sur la scène du théâtre de Chaillot : « La mort a frappé haut. Elle a fauché celui-là même qui […] pour nous-même exprimait la vie. […] Travailleur acharné, travailleur secret, travailleur méthodique, il se méfiait cependant de ses dons qui étaient ceux de la grâce. »

### Hommages

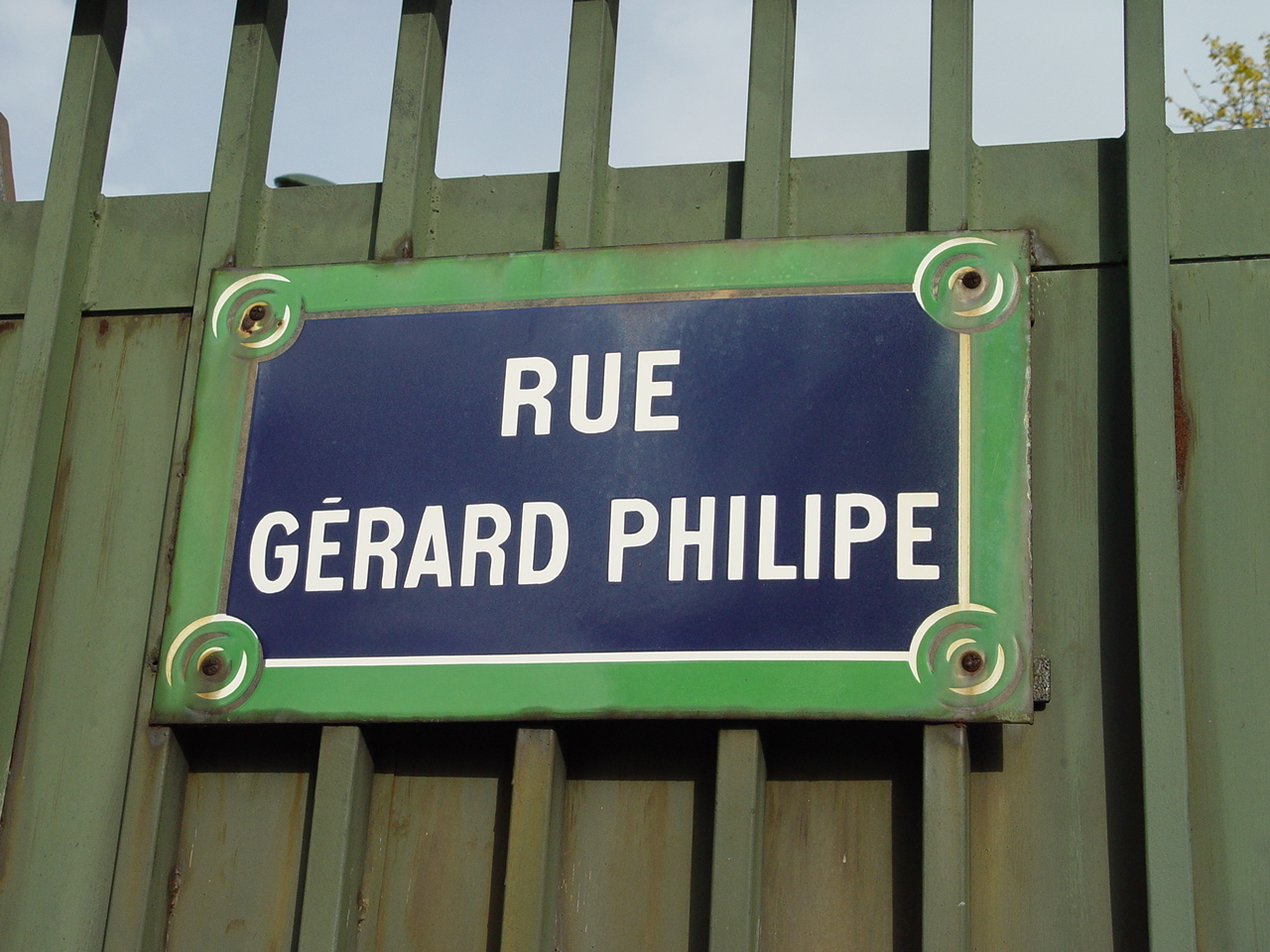
Plaque rue Gérard-Philipe à Paris près du bois de Boulogne.

Un panneau Histoire de Paris lui rendant hommage est apposé au 17, rue de Tournon. Par ailleurs, le nom de Gérard Philipe a été donné à de très nombreuses rues, théâtres, cinémas, maisons de la culture et établissements d'enseignement français (écoles élémentaires et collèges).
Un timbre postal d’une valeur de 50 centimes, le représentant dans le rôle du Cid, est émis le 12 juin 1961 avec une oblitération premier jour le 10 à Cannes.
Dans les années qui suivent la mort de son mari, Anne Philipe publie deux biographies intitulées Souvenirs (1960) et Le Temps d’un soupir (1964). Soixante ans après sa mort, son gendre le journaliste et critique littéraire Jérôme Garcin publie Le Dernier Hiver du Cid, qui constitue un récit de ses dernières semaines,. Ce livre est adapté en 2022 par le réalisateur Patrick Jeudy sous la forme d'un documentaire intitulé également Gérard Philipe, le dernier hiver du Cid.
Plusieurs établissements scolaires portent son nom comme à Froissy dans le département de l'Oise : le collège Gérard Philipe, mais aussi à Soissons, Montpellier, Avignon, Paris etc.

## Filmographie

### Acteur
- 1944 : Les Petites du quai aux fleurs de Marc Allégret : Jérôme Hardy
- 1945 : La Boîte aux rêves d’Yves Allégret et Jean Choux : une silhouette
- 1945 : Schéma d'une identification (court métrage) d'Alain Resnais : le viveur en smoking
- 1946 : Le Pays sans étoiles de Georges Lacombe : Simon Le Gouge / Frédéric Talacayud
- 1946 : L’Idiot de Georges Lampin : Prince Muychkine
- 1946 : Ouvert pour cause d'inventaire d'Alain Resnais (film perdu)
- 1947 : Le Diable au corps de Claude Autant-Lara : François Jaubert
- 1948 : La Chartreuse de Parme de Christian-Jaque : Marquis Fabrice Del Dongo
- 1949 : Une si jolie petite plage d’Yves Allégret : Pierre Monet
- 1949 : Tous les chemins mènent à Rome de Jean Boyer : Gabriel Pégase
- 1950 : La Beauté du diable de René Clair : Méphistophélès / Henri Faust, jeune
- 1950 : La Ronde de Max Ophüls : Le comte
- 1950 : Souvenirs perdus de Christian-Jaque : Gérard de Narcay
- 1951 : Juliette ou la Clé des songes de Marcel Carné : Michel
- 1952 : Fanfan la Tulipe de Christian-Jaque : Fanfan la Tulipe

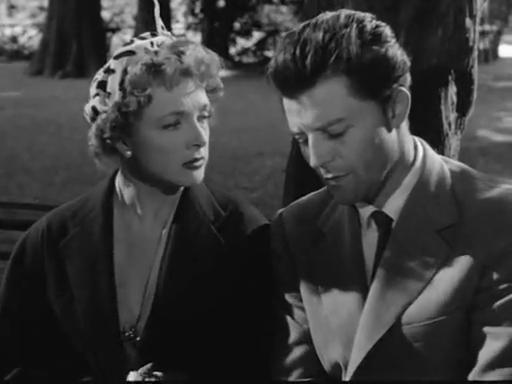
Dans Les Amants de Villa Borghese.

- 1952 : Les Sept Péchés capitaux, segment Le Huitième péché de Georges Lacombe : Le bonimenteur / le peintre
- 1952 : Les Belles de nuit de René Clair : Claude
- 1953 : Les Orgueilleux d’Yves Allégret : Georges
- 1953 : Les Amants de Villa Borghese (Villa Borghese), segment Gli amanti, de Gianni Franciolini : Carlo
- 1954 : Si Versailles m'était conté… de Sacha Guitry : D'Artagnan
- 1954 : Monsieur Ripois de René Clément : André Ripois
- 1954 : Le Rouge et le Noir de Claude Autant-Lara : Julien Sorel
- 1955 : Les Grandes Manœuvres de René Clair : Armand de La Verne
- 1955 : La Meilleure Part d’Yves Allégret : Philippe Perrin
- 1956 : Si Paris nous était conté de Sacha Guitry : Le chanteur des rues
- 1956 : Les Aventures de Till l'Espiègle de Gérard Philipe et Joris Ivens : Till l'Espiègle
- 1957 : Pot-Bouille de Julien Duvivier : Octave Mouret
- 1958 : Montparnasse 19 de Jacques Becker : Amedeo Modigliani
- 1958 : La Vie à deux de Clément Duhour : Désiré
- 1958 : Le Joueur de Claude Autant-Lara : Alexei Ivanovitch
- 1959 : Les Liaisons dangereuses 1960 de Roger Vadim : Vicomte de Valmont
- 1960 : La Fièvre monte à El Pao de Luis Buñuel : Ramon Vasquez

### Narrateur
- 1948 : Les Drames du bois de Boulogne (court métrage) de Jacques Loew : narrateur
- 1949 : Visite à Picasso (court métrage documentaire) de Paul Haesaerts : récitant
- 1950 : Saint-Louis, ou L'Ange de la paix (court métrage documentaire) de Robert Darène : narrateur
- 1950 : La Paix vaincra (documentaire) de Joris Ivens : commentaire de la version française
- 1950 : Avec André Gide (documentaire) de Marc Allégret : commentaire
- 1951 : Fêtes galantes : Le peintre Watteau (court métrage documentaire) de Jean Aurel : commentaire
- 1954 : Forêt sacrée (court métrage documentaire) de Pierre-Dominique Gaisseau : commentaire
- 1955 : Sur les rivages de l'Ambre (court métrage documentaire) de Jerzy Kalin : commentaire
- 1958 : Un charlatan crépusculaire (court métrage) de Jean Chérasse : récitant d’Apollinaire

### Lui-même
- 1951 : Avignon, bastion de la Provence (court métrage documentaire) de James Guenet : lui-même
- 1951 : Vedettes sans maquillage (court métrage documentaire) de Jacques Guillon : lui-même
- 1956 : Le Théâtre national populaire (court métrage documentaire) de Georges Franju : lui-même

## Théâtre
- 1942 : Une grande fille toute simple d'André Roussin, casino de Nice : Mick
- 1943 : Une jeune fille savait d'André Haguet, tournée Rasimi
- 1943 : Sodome et Gomorrhe de Jean Giraudoux, mise en scène Georges Douking, théâtre Hébertot : l'Ange
- 1944 : Au petit bonheur de Marc-Gilbert Sauvajon, mise en scène Pasquali, théâtre Gramont : Rémy
- 1945 : Fédérigo de René Laporte d'après la nouvelle de Prosper Mérimée, théâtre des Mathurins : le prince blanc
- 1945 : Caligula d'Albert Camus, mise en scène Paul Œttly, théâtre Hébertot : Caligula
- 1947 : Les Épiphanies d'Henri Pichette, mise en scène Georges Vitaly, théâtre des Noctambules : le poète
- 1948 : K.M.X labrador, d'après Petticoat de Marc Reed, mise en scène et adaptation par Jacques Deval, théâtre de la Michodière : Harold Britton
- 1949 : Le Figurant de la gaité d'Alfred Savoir, théâtre Montparnasse : Méphistophélès jeune, Faust jeune
- 1951 : Le Prince de Hombourg d'Heinrich von Kleist, mise en scène Jean Vilar, Festival d'Avignon, cour d'honneur du Palais des papes : prince Frédéric
- 1951 : Le Cid de Pierre Corneille, mise en scène Jean Vilar, Festival d'Avignon et théâtre de la Cité, jardins Suresnes : Rodrigue
- 1951 : La Calandria de Bernardo Dovizi da Bibbiena, mise en scène René Dupuy, Festival d'Avignon : Artemona, une courtisane
- 1951 : Mère Courage de Bertolt Brecht, mise en scène Jean Vilar, théâtre de la Cité, jardins Suresnes : Eilif, l'un des fils
- 1952 : Le Cid de Pierre Corneille, mise en scène Jean Vilar, théâtre des Champs-Élysées : Rodrigue
- 1952 : Le Prince de Hombourg d'Heinrich von Kleist, mise en scène Jean Vilar, théâtre des Champs-Élysées : Prince Frédéric
- 1952 : Nucléa d'Henri Pichette, mise en scène Gérard Philipe & Jean Vilar, TNP théâtre de Chaillot : le poète Tellur
- 1952 : La Nouvelle Mandragore de Jean Vauthier d'après Machiavel, mise en scène Gérard Philipe, TNP, théâtre de Chaillot : Callimaque
- 1953 : Lorenzaccio d’Alfred de Musset, mise en scène Gérard Philipe, Festival d'Avignon : Lorenzo de Médicis
- 1953 : Le Prince de Hombourg d'Heinrich von Kleist, mise en scène Jean Vilar, Hambourg : prince Frédéric
- 1954 : Richard II de William Shakespeare, TNP, théâtre de Chaillot : Richard II
- 1954 : Ruy Blas de Victor Hugo, mise en scène Jean Vilar, TNP, théâtre de Chaillot : Ruy Blas
- 1956 : Le Prince de Hombourg d'Heinrich von Kleist, mise en scène Jean Vilar, Festival d'Avignon TNP : prince Frédéric
- 1958 : Les Caprices de Marianne d’Alfred de Musset, Festival d'Avignon, TNP, théâtre de Chaillot : Octave
- 1958 : Lorenzaccio d’Alfred de Musset, mise en scène Gérard Philipe, Festival d'Avignon, TNP, Broadway Theatre : Lorenzo de Médicis
- 1958 : Le Cid de Pierre Corneille, mise en scène Jean Vilar, Broadway Theatre : Rodrigue
- 1959 : On ne badine pas avec l'amour d'Alfred de Musset, mise en scène René Clair, TNP, théâtre de Chaillot : Perdican

## Discographie
Gérard Philipe est l'un des acteurs français qui a le plus enregistré de disques en aussi peu de temps, en l'occurrence entre 1952 et 1959, année de sa mort[réf. nécessaire].
Le contenu en est très éclectique, du très célèbre Petit Prince d'Antoine de Saint-Exupéry à Pierre et le Loup de Serge Prokofiev, en passant par de grands poètes tels Victor Hugo, François Villon, Jean de La Fontaine, Guillaume Apollinaire ou encore Louis Aragon et Paul Éluard, en collaboration avec Jean-Louis Barrault. Il enregistre également une vie de Mozart, en débutant l'enregistrement par « Mes enfants, mes amis, mes camarades… Vous aimez la musique, puisque vous avez disposé ce disque sur votre appareil ».
Il fit de nombreuses adaptations discographiques ou radiophoniques de pièces de théâtre que souvent il avait jouées avec succès sur la scène du TNP. Il s'agit essentiellement de tragédies classiques du XVIIe siècle ou de drames modernes du XIXe siècle : Le Cid de Pierre Corneille, Le Prince de Hombourg d'Heinrich von Kleist, La Tragédie du roi Richard II de William Shakespeare, Ruy Blas de Victor Hugo, le répertoire d'Alfred de Musset (Lorenzaccio, On ne badine pas avec l'amour ou Les Caprices de Marianne).
Il enregistra, en relation avec ses idéaux politiques, des disques de lectures de textes de Karl Marx : un 30 cm titré Les Pensées de Karl Marx, forgeron d'un instrument moderne de la connaissance - Le Philosophe matérialiste de l'histoire - L'Analyse implacable de la réalité capitaliste - Le Briseur de chaînes ; trois disques 18 cm intitulés Le Monde de 1715 à 1870 (La Lutte des classes selon Marx dit par Gérard Philipe) et la lecture d'extraits du Manifeste du parti communiste.
- 1954 : Le Petit Prince (Disques Festival / Musidisc), grand prix du disque, Académie Charles-Cros
- 1954 : Fanfan la Tulipe (Le Petit Ménestrel)
- 1955 : Mozart raconté aux enfants (Le Petit Ménestrel)
- 1955 : La Pensée de Marx (Ducretet Thomson)
- 1957 : Pierre et le Loup (RDM Éditions)
- 1958 : Un charlatan crépusculaire, film de Jean Chérasse, sur des poèmes d'Apollinaire (Adès)
- 1958 : Don Quichotte de la Mancha (Le Petit Ménestrel)
- 1959 : Les Plus Beaux Poèmes lus par Gérard Philipe (avec Maria Casarès) (Disques Festival)
- 1960 : Gérard Philipe lit La Fontaine et les Poètes (Pathé)
- 1962 : Éluard poésies (Nuova Accademia Disco)
- 1965 : La Belle au Bois Dormant (Encyclopédie sonore)

## Publicité
Gérard Philipe n'a accepté de faire de la publicité que pour les livres Gallimard, en 1950, en posant devant l'objectif de Lucien Lorelle, pour le publicitaire Henri Sjöberg. Cette affiche au slogan « Dévorez les livres comme Gérard Philipe » sera affichée sur les murs de France pendant des années. Un des clichés est repris sur la couverture de Mon libraire de Patrick Cloux, paru en 2007.

## Apparitions dans la fiction
Le Cid « Philipe », une bande dessinée de quatre pages, publiée dans Cœurs vaillants (octobre 1960) retrace le parcours de Gérard Philipe, de son entrée au TNP à sa mort. Texte de Guy Hempay, dessins de Robert Rigot,.
On décompte au moins 168 ouvrages de fiction francophones (romans ou nouvelles) dans lesquels Gérard Philipe apparaît : personnage principal, plus ou moins secondaire, mention ou évocation (liste arrêtée en 2023) ; ce corpus non exhaustif a été analysé. Parmi ceux-ci, Jean de Grisy, Le Désir et l'Amour (1954). Un court roman de Michel Quint, Et mon mal est délicieux (2003), mentionne également dans son intrigue le Cid joué par Gérard Philipe au Festival d'Avignon en 1951.
Une dramatique radio de France Inter, Gérard Philipe, rendez-vous avec le Cid. Une fiction écrite par Renaud Meyer (Émission Affaires sensibles, 25 septembre 2015) retrace plusieurs étapes de la vie de Gérard Philipe, en partant de sa rencontre avec Jean Vilar.

## Distinctions
- Prix d'interprétation au Festival international de Bruxelles en 1947 pour Le Diable au corps.
- Victoire du meilleur acteur du cinéma français en 1948.
- Victoire du meilleur acteur du cinéma français en 1952 avec Daniel Gélin.
- Victoire du meilleur acteur du cinéma français en 1953.
- Victoire du meilleur acteur du cinéma français en 1954.
- Victoire du meilleur acteur du cinéma français en 1955 avec Jean Gabin.

Il est dès lors hors concours et fait partie du jury d'honneur.
- Étoiles de cristal du meilleur acteur en 1955 pour Monsieur Ripois.
- Jussi (récompense cinématographique en Finlande) du film étranger en 1955 pour Monsieur Ripois et Le Rouge et le Noir[32].
- Un César d'honneur lui est attribué en 1990, à titre posthume, remis par Philippe Noiret à sa fille la comédienne Anne-Marie Philipe.

### Hommages par la presse
- Point de vue - Images du monde no 599 : « Adieu Gérard Philipe », 4 décembre 1959 ;
- Paris Match no 556 : « La mort du Cid », 5 décembre 1959 ;
- Regards no 450 : « Gérard Philipe, son dernier film et ses dernières photos », 1er janvier 1960 ;
- Paris Match no 561 : « En hommage à Gérard Philipe », 5 janvier 1960 ;
- Cinémonde no 1330, numéro spécial : « Hommage à Gérard Philipe », 2 février 1960 ;
- Cinémonde no 1371 : « Gérard Philipe nous quittait voici un an », 15 novembre 1960 ;
- Jours de France no 781 : « Gérard Philipe - Il y a dix ans déjà... », 27 novembre 1969 ;
- Historia no 313 : « Gérard Philipe aurait 50 ans », 1972 ;
- Jours de France no 1299 : « Vingt ans déjà, inoubliable Gérard Philipe », 24 novembre 1979 ;
- Regard Magazine no 7 : « Gérard Philipe », 1994.

### Chansons dédiées à Gérard Philipe
- Un prince en Avignon, paroles de Jean-Michel Rivat et Franck Thomas, musique de Jean-Pierre Bourtayre, 1968 ;
- Gérard Philipe, parole d'Allain Leprest, musique de Julien Heurtebise, 1975 ;
- Gérard Philipe tombeau (À la mémoire de Gérard Philipe) de Pierre Notte, 2009.

### Rétrospective
- « Gérard Philipe, ou le romantisme ruiné », Cinémathèque française, 7-22 décembre 2022.